# Kup Hrvatske u hokeju na travi za muškarce 2019./20.
Kup Hrvatske u hokeju na travi za muškarce za 2020. godinu, odnosno ua sezonu 2019./20., je treći put zaredom osvojila "Zelina" iz Svetog Ivana Zeline. Kao posljedica pandemije COVID-19 u svijetu i Hrvatskoj, natjecanje je odigrano u rujnu 2020. godine, odnosno početkom sezone 2020./21. 

## Sudionici
- Concordia 1906 - Zagreb
- Jedinstvo - Zagreb
- Marathon - Zagreb
- Mladost - Zagreb
- Trešnjevka - Zagreb
- Zelina - Sveti Ivan Zelina
- Zrinjevac - Zagreb

## Rezultati
| datum           | klub1           | rezultat        | klub2           | napomene                |
| četvrtzavršnica | četvrtzavršnica | četvrtzavršnica | četvrtzavršnica | četvrtzavršnica         |
| --------------- | --------------- | --------------- | --------------- | ----------------------- |
| 12. rujna 2020. | Mladost         | 7:2             | Concordia 1906  |                         |
| 12. rujna 2020. | Trešnjevka      | 5:4             | Zrinjevac       |                         |
| 13. rujna 2020. | Marathon        | 1:0             | Jedinstvo       |                         |
|                 |                 |                 |                 |                         |
| poluzavršnica   |                 |                 |                 |                         |
| 19. rujna 2020. | Marathon        | 1:4             | Zelina          |                         |
| 19. rujna 2020. | Mladost         | 7:2             | Trešnjevka      |                         |
|                 |                 |                 |                 |                         |
| završnica       |                 |                 |                 |                         |
| 26. rujna 2020. | Zelina          | 6:3             | Mladost         | "Zelina" pobjednik kupa |

## Vanjske poveznice
- hhs-chf.hr, Hrvatski hokejski savez
- hhs-chf.hr, Kup Hrvatske za seniore i seniorke